# I Need Drugs
I Need Drugs е дебютният студиен албум на американския хип-хоп изпълнител Некро. Издаден е на 7 август 2000 година от лейбъла Psycho+Logical-Records. Албумът набляга на насилствена и секс тематика, която е характерна за изпълнителя и присъства в по-късните му албуми „Gory days“ (2001) и „The Sexorcist“ (2005). От албума произлиза само един сингъл – „The Most Sadistic“, а към песента „I Need Drugs“ е създаден видеоклип, режисиран от самия Некро.
Албумът съдържа 13 песни и три в жанр радио фрийстайл рап. Седем от музикалните изпълнения са издадени в предходния сингъл „Get on Your Knees“ и EP-то „Necro“. В албума участват като гост-изпълнители хип-хоп певците Mr. Hyde и Ил Бил, който е брат на Некро.
Песните „The Most Sadistic“ и „Fuck You to the Track“ по-късно са ремиксирани и издадени съответно в компилациите „Rare Demos and Freestyles Volume 1“ (2003) и „Rare Demos and Freestyles Vol. 2“ (2005). Алтернативен микс към песента „Rugged Shit“ е също включен в „Rare Demos & Freestyles Vol. 3“ от 2003 година.

## Списък на песните
1. „The Most Sadistic“ (с участието на Ил Бил) – 2:59
2. „How Blow“ – 3:33
3. „I Need Drugs“ – 4:42
4. „Your Fuckin' Head Split“ – 3:06
5. „You're Dead“ (с участието на Ил Бил) – 3:01
6. „Get On Your Knees“ – 5:36
7. „Rugged Shit“ – 3:08
8. „I'm Sick Of You“ – 3:13
9. „Cockroaches“ – 2:46
10. „Fuck You To The Track“ – 3:13
11. „Burn The Groove To Death“ – 5:18
12. „Underground“ – 5:54
13. „S.T.D.“ – 2:41
14. „WKCR 89.9 Freestyle 4/20/2000“ (с участието на Mr. Hyde) – 8:18
15. „WNYU 89.1 X-Mas Freestyle 12/23/99“ – 2:32
16. „WNYU 89.1 Freestyle 5/10/2000“ – 5:57

## Музиканти
- Некро – вокали, аранжиране, композиране, текст, фотография, продукция и миксиране
- Ил Бил – гост-вокал
- Mr. Hyde – гост-вокал